# MotorSport
«MotorSport» es una canción del trío estadounidense de hip hop Migos, junto con las raperas Nicki Minaj y Cardi B. Fue lanzada el 27 de octubre de 2017 como primer sencillo del tercer álbum de estudio de Migos, Culture 2 (2017).
Su videoclip oficial fue lanzado el 6 de diciembre de 2017 a través de Apple Music. El mismo fue dirigido por el dúo Bradley & Pablo, y codirigido por el rapero Quavo.

## Antecedentes y composición
El 25 de octubre de 2017, la radio Hot 93.7 anunció que una colaboración entre Migos, Nicki Minaj y Cardi B sería lanzada dentro de dos días. El 27 de ese mes, «MotorSport» fue publicada a través de las tiendas digitales y los servicios de streaming. De acuerdo con Minaj, la canción iba a ser originalmente de ella junto al rapero Quavo, pero más tarde se le propuso añadir al resto del trío y a Cardi B, a lo que ella aceptó. Ambas raperas desmintieron los rumores de los medios que aseguraban que sus respectivos versos eran un ataque contra la otra. Al respecto, criticaron a la prensa por querer crear un conflicto entre ellas.
«MotorSport» es una canción hip hop y trap que tiene una duración de 5 minutos con 7 segundos. Fue escrita por los tres integrantes de Migos, así como por Minaj, Cardi, Murda Beatz, Tim Gomringer y Kevin Gomringer, mientras que su producción estuvo a cargo de Murda Beatz y Cubeatz. En su letra, hay referencias a distintas celebridades como Criss Angel, Bill Belichick, Lil Boosie, Jackie Chan, Yo Gotti, Selena, Britney Spears y Lil Uzi Vert, así como a las marcas Bugatti, Chanel, Givenchy, Lamborghini, McDonald's, Percocet, Porsche, Richard Mille y Saks. Asimismo, en su verso Cardi hace mención del tema «Gasolina» de Daddy Yankee.

## Recepción

### Comentarios de la crítica
En general, «MotorSport» tuvo buenos comentarios de la crítica, con los expertos alabando los versos de Cardi B y Nicki Minaj. El escritor Sheldon Pearce de Pitchfork afirmó que Cardi y Minaj se roban la canción con sus personalidades, y que los versos de Migos se sienten como un complemento. Asimismo, Brian Josephs de la revista Spin coincidió con los comentarios y expresó que Cardi destaca por sus versos agresivos, similares a los de su sencillo «Bodak Yellow». Allison O'Reily de The Diamond Back comentó que tanto Cardi como Minaj tienen versos feroces y opacan totalmente a Migos.

### Recibimiento comercial
En los Estados Unidos, «MotorSport» debutó en la posición 14 del Billboard Hot 100 en la semana del 5 de noviembre de 2017 gracias a 37 mil copias vendidas, 19.8 millones de streams y una audiencia radial de 11 millones de oyentes. Con ello, también debutó en las posiciones 5 del conteo Digital Songs y 10 del Streaming Songs. Esa semana, Cardi ubicó la segunda posición del listado Hot R&B/Hip-Hop Songs con su sencillo «Bodak Yellow», mientras que «MotorSport» ubicó la quinta y «No Limit» la décima, con lo que se convirtió en la primera artista femenina de la historia en tener tres canciones simultáneamente dentro de los diez primeros. El 4 de diciembre, la Recording Industry Association of America la certificó con disco de oro por vender más de 500 mil unidades en los Estados Unidos. Después de estar algunas semanas entre las posiciones 11 y 20, «MotorSport» finalmente ingresó a los diez primeros durante la semana del 18 de diciembre, tras dispararse hasta la posición número 6 del Billboard Hot 100, impulsada principalmente por el estreno de su videoclip. Con ello, Quavo (integrante de Migos) se convirtió en el artista con más top 10 en el 2017, mientras que Nicki Minaj extendió su récord como la rapera con más top 10, con quince en total. Asimismo, Cardi se convirtió en la primera rapera de la historia en ingresar a los diez primeros con sus tres primeras canciones.
En la semana del 6 de enero de 2018, «MotorSport» se mantuvo en el puesto 7 del Billboard Hot 100, y con «No Limit» en el 4 y «Bodak Yellow» en el 10, Cardi se convirtió en la tercera artista de la historia en posicionar sus tres primeras canciones simultáneamente en el top 10, tras The Beatles (1964) y Ashanti (2002). También fue la decimoquinta artista en colocar tres canciones simultáneamente y la quinta mujer.

## Posicionamiento en listas

### Semanales
| Australia      | Australian Singles Chart | 73 |
| Canadá         | Canadian Hot 100         | 12 |
| Estados Unidos | Billboard Hot 100        | 6  |
| Estados Unidos | Digital Songs            | 5  |
| Estados Unidos | Radio Songs              | 23 |
| Estados Unidos | Streaming Songs          | 5  |
| Estados Unidos | Hot Rap Songs            | 3  |
| Estados Unidos | Hot R&B/Hip-Hop Songs    | 3  |
| Estados Unidos | Rhythmic                 | 6  |
| Francia        | French Singles Chart     | 72 |
| Irlanda        | Irish Singles Chart      | 79 |
| Nueva Zelanda  | NZ Top 40 Singles Chart  | 42 |
| Reino Unido    | UK Singles Chart         | 49 |
| Suiza          | Swiss Singles Chart      | 54 |

### Certificaciones
| País           | Organismo certificador | Certificación | Ventas certificadas | Ref.   |
| -------------- | ---------------------- | ------------- | ------------------- | ------ |
| Australia      | ARIA                   | Platino       | 70 000              | [ 24 ] |
| Canadá         | CRIA                   | 3× Platino    | 240 000             | [ 25 ] |
| Estados Unidos | RIAA                   | 3× Platino    | 3 000               | [ 12 ] |
| Francia        | SNEP                   | Oro           | 75 000              | [ 26 ] |
| Italia         | FIMI                   | Oro           | 25 000              | [ 27 ] |
| Reino Unido    | BPI                    | Plata         | 200 000             | [ 28 ] |

## Premios y nominaciones
| Año  | Premiación                        | Categoría                  | Resultado | Ref.   |
| ---- | --------------------------------- | -------------------------- | --------- | ------ |
| 2018 | BET Awards                        | Premio de los espectadores | Nominado  | [ 29 ] |
| 2018 | BET Hip Hop Awards                | Mejor Verso                | Ganador   | [ 30 ] |
| 2019 | ASCAP Rhythmn & Soul Music Awards | Reconocimiento especial    | Ganador   | [ 31 ] |